# Морское сражение у Пафоса (1974)
Морское сражение у Пафоса (21 июля 1974 года) — крупномасштабное сражение между турецким флотом и турецкой авиацией, спровоцированное действиями греческого большого десантного корабля «Лесбос» (L-172) и работой кипрской разведки.
Считается самым крупным инцидентом огня по своим после аналогичных случаев Второй мировой войны.

## Предыстория
Ночью 20 июля 1974 года турецкая армия вторглась на территорию Кипра. Армия Кипра была не в силах противостоять численно превосходящей турецкой армии и была вынуждена использовать тактические и обманные манёвры, некоторые из них имели большой успех.

## До сражения
19 июля, за 12 часов до вторжения, из порта Фамагуста (Кипр) отчалил большой десантный корабль «Лесбос», который нёс на борту сменный контингент греческих вооружённых сил численностью 450 человек, дислоцируемых на Кипре. Это было замечено турецким самолётом RF-84F Thunderflash, который доложил, что корабль идёт без сопровождения.
20 июля несколько греческих боевых кораблей находились возле острова Родос и, получив информацию о начале вторжения, часть из них взяла курс на Кипр. Турецкое командование знало об этих событиях, исходя из данных воздушной разведки самолётов Grumman S-2E Tracker, которая докладывала о том, что перемещение греческих боевых кораблей свидетельствует об их намерении объединиться с «Лесбос». В данных обстоятельствах турецкое командование отдало два приказа — один ВВС Турции, а второй — ВМФ Турции о том, что нужно остановить данные корабли любой ценой. Предполагалось, что первый удар должна нанести авиация, а впоследствии корабли должны были завершить операцию по остановке десанта.
Турция проводила только дневной мониторинг и ночью потеряла все греческие корабли со своих радаров. Вместе с тем, по неизвестным причинам, боевые греческие корабли ночью изменили курс и отправились на Родос.
Утром 21 июля три турецких эсминца типа «Гиринг» «Adatepe», «Kocatepe» и «Tinaztepe» выполняли боевые задачи по огневой поддержке десанта в северных водах Кипра, возле Киринии. Зная, что кипрские передачи прослушиваются турками, греческая разведка в Пафосе передала сообщение, в котором поблагодарила подошедшие «греческие» военно-морские силы за своевременное прибытие. Поддавшись провокации и не проверив полученные сведения, турецкое командование начало операцию по подавлению «греческого флота».

## Ход боевых действий
Для удара по «греческому флоту» были подготовлены 28 самолётов F-100Ds (111-я эскадрилья, Эскишехир) и 16 F-104Gs (141-я эскадрилья, Mürted). Каждый F-100Ds нёс по две, а F-104Gs по одной бомбе M117 массой 750 фунтов (340 кг). Для сопровождения к операции в срочном порядке также присоединились самолёты F-104Gs из 191-й эскадрильи и F-100Cs из 112-й. Всего со стороны ВВС Турции участвовало 48 самолётов.
Около 10 утра три эсминца получили приказ для перехода к городу Пафос с заданием атаковать только корабли, идущие под флагом Кипра.
Турецкие и греческие эсминцы имели один и тот же класс и производителя (как относящиеся к НАТО), их сложно было отличить с большой высоты, и в то время на кораблях и самолётах не стояло систем радиолокационного опознавания. Также турецкое командование проинформировало своих пилотов о том, что в предполагаемом районе отсутствуют турецкие корабли. Как следствие, лётчики получили приказ вылета в заданный район, бомбардировки любых военных кораблей и выполнения в кратчайшие сроки.
Проигнорировав турецкие флаги и предупреждения кораблей, в 14:35 турецкая авиация атаковала эсминцы. В результате воздушной атаки все три эсминца были серьёзно повреждены. У «Kocatepe» был уничтожен боевой информационный пост и он был не в состоянии защищаться от воздушных атак, соответственно корабль подвергся более активным налётам, у него взорвалось хранилище боеприпасов и эсминец затонул. На корабле погибло 77 турецких моряков (13 офицеров и ещё 64 человека экипажа), 42 выживших были спасены израильским судном и доставлены в Хайфу. По некоторым сообщениям, защитным огнём был сбит один F-104Gs (№ 64-17783 из 191-й эскадрильи), но Турция не признала потерю самолёта. 21 июля были потеряны F-100D 55-2825 112-й эскадрильи и F-100C 55-2083 111-й эскадрильи. Предположительно, они были сбиты огнём 40-мм зенитной артиллерии эсминцев.
Ранее в районе Киринии был сбит один из турецких самолётов и его выжившему пилоту, находящемуся на Кипре, удалось связаться по радио с лётчиками в воздухе. Он попытался объяснить, что они атакуют турецкие корабли. В ответ его попросили назвать кодовое слово дня, а он его не знал, так как оно сменилось. Посмеявшись, лётчики только прокомментировали, что он хорошо говорит по-турецки и, таким образом, бой продолжился.
«Kocatepe» затонул 21 июля в 22:00 по координатам 34°45′ с. ш. 32°23′ в. д., где находится по настоящее время на глубине 65 метров.
Повреждённые эсминцы были выведены из строя и находились в ремонте несколько месяцев.
По турецким данным, из-за действий турецких ВВС против собственных кораблей погибло 54 военнослужащих ВМФ Турции.

## После сражения
Турция в СМИ объявила о крупной «победе» над греческим флотом, но после получения сведений о потере эсминца эти сообщения исчезли из газет.
Потерю эсминца Турция признала 25 июля.